# Auckland International
Die Auckland International sind offene internationale Meisterschaften von Neuseeland im Badminton. Sie sind nach den New Zealand Open das bedeutendste Badmintonturnier von Neuseeland, einem Land mit einer Badmintontradition, die bis in die Anfänge des 20. Jahrhunderts zurückreicht. 2009 gehörte das Turnier zur Future Series der Badminton World Federation, 2015 zur International Series, wodurch bei diesem Turnier auch Punkte für die Weltrangliste und Preisgeld erspielt werden konnten.

## Die Sieger
| Saison    | Herreneinzel        | Dameneinzel              | Herrendoppel                               | Damendoppel                                  | Mixed                                 |
| --------- | ------------------- | ------------------------ | ------------------------------------------ | -------------------------------------------- | ------------------------------------- |
| 1977      | Bandid Jaiyen       | Joke van Beusekom        | Chris Bullen Steve Wilson                  | Joke van Beusekom Lene Køppen                | nicht ausgetragen                     |
| 1978      | keine Daten         | keine Daten              | keine Daten                                | keine Daten                                  | keine Daten                           |
| 1979      | Svend Pri           | Hiroe Yuki               | Kartono Heryanto                           | Imelda Wiguna Verawaty Wiharjo               | nicht ausgetragen                     |
| 1980      | Syed Modi           | Tjan So Gwan             | Kartono Heryanto                           | Tjan So Gwan Imelda Wiguna                   | nicht ausgetragen                     |
| 1981      | Dhany Sartika       | Sue Daly                 | Pinit Boonoon Surapong Suharitdamrong      | Sally Leadbeater Helen Troke                 | nicht ausgetragen                     |
| 1982      | Morten Svarrer      | Nettie Nielsen           | Sarit Pisudchaikul Sawei Chanseorasmee     | Maria Francisca Suzanne Ogeh                 | nicht ausgetragen                     |
| 1983      | Darren Hall         | Gillian Clark            | Sigit Pamungkas Hafid Yusuf                | Gillian Clark Gillian Gowers                 | nicht ausgetragen                     |
| 1984      | Eddy Hartono        | Claire Backhouse         | Andy Goode Michael Scandolera              | Claire Backhouse Linda Cloutier              | nicht ausgetragen                     |
| 1985      | Sze Yu              | Toni Whittaker           | John Britton Gary Higgins                  | Karen Phillips Jane Clarke                   | nicht ausgetragen                     |
| 1986      | Edi Ismanto         | Sarwendah Kusumawardhani | Jacob van Selm Shinji Matsuura             | Sarwendah Kusumawardhani Rosiana Tendean     | nicht ausgetragen                     |
| 1995      | Nick Hall           | Rhona Robertson          | Peter Blackburn Paul Staight               | Rhona Robertson Tammy Jenkins                | Paul Stevenson Amanda Hardy           |
| 1996      | nicht ausgetragen   | nicht ausgetragen        | nicht ausgetragen                          | nicht ausgetragen                            | nicht ausgetragen                     |
| 1997      | Geoffrey Bellingham | Li Feng                  | Geoffrey Bellingham Jarrod King            | Rhona Robertson Tammy Jenkins                | Croydon Rutherford Lianne Shirley     |
| 1998      | Murray Hocking      | Rhona Robertson          | Peter Blackburn David Bamford              | Rhona Robertson Tammy Jenkins                | Dean Galt Tammy Jenkins               |
| 1999      | Hidetaka Yamada     | Rhona Robertson          | Peter Blackburn David Bamford              | Rhonda Cator Amanda Hardy                    | David Bamford Amanda Hardy            |
| 2000      | Geoffrey Bellingham | Rhona Robertson          | Geoffrey Bellingham Chris Blair            | Rhona Robertson Tammy Jenkins                | Daniel Shirley Tammy Jenkins          |
| 2001      | Geoffrey Bellingham | Lenny Permana            | Takanori Aoki Toru Matsumoto               | Rhona Robertson Tammy Jenkins                | Daniel Shirley Sara Runesten-Petersen |
| 2002      | John Gordon         | Nicole Gordon            | Daniel Shirley John Gordon                 | Rhona Robertson Bei Wu                       | Daniel Shirley Sara Runesten-Petersen |
| 2003      | nicht ausgetragen   | nicht ausgetragen        | nicht ausgetragen                          | nicht ausgetragen                            | nicht ausgetragen                     |
| 2004      | Sairul Amar Ayob    | Rebecca Gordon           | Daniel Shirley John Gordon                 | Sara Runesten-Petersen Rebecca Gordon        | Daniel Shirley Sara Runesten-Petersen |
| 2005 2008 | nicht ausgetragen   | nicht ausgetragen        | nicht ausgetragen                          | nicht ausgetragen                            | nicht ausgetragen                     |
| 2009      | Riyanto Subagja     | Febby Angguni            | Berry Angriawan Muhammad Ulinnuha          | Jenna Gozali Rufika Olvita                   | Glenn Warfe Renuga Veeran             |
| 2010 2011 | nicht ausgetragen   | nicht ausgetragen        | nicht ausgetragen                          | nicht ausgetragen                            | nicht ausgetragen                     |
| 2012      | Lai Chien-cheng     | Chang Ya-lan             | Kevin Dennerly-Minturn Oliver Leydon-Davis | Keshya Nurvita Hanadia Devi Tika Permatasari | Tom Armstrong Tracey Hallam           |
| 2013      | Joe Wu              | Tracey Hallam            | Robin Middleton Ross Smith                 | Tracey Hallam Renuga Veeran                  | Ross Smith Renuga Veeran              |
| 2014      | Lu Chia-hung        | Lee Chia-hsin            | Po Li-wei Yang Ming-tse                    | Chang Ching-hui Chang Hsin-tien              | Lee Chia-han Lee Chia-hsin            |
| 2015      | Lu Chia-hung        | Lee Chia-hsin            | Darren Isaac Devadass Vountus Indra Mawan  | Setyana Mapasa Gronya Somerville             | Lee Chia-han Lee Chia-hsin            |
| 2016 2024 | nicht ausgetragen   | nicht ausgetragen        | nicht ausgetragen                          | nicht ausgetragen                            | nicht ausgetragen                     |